# 埃皮塔西奧蘭迪亞

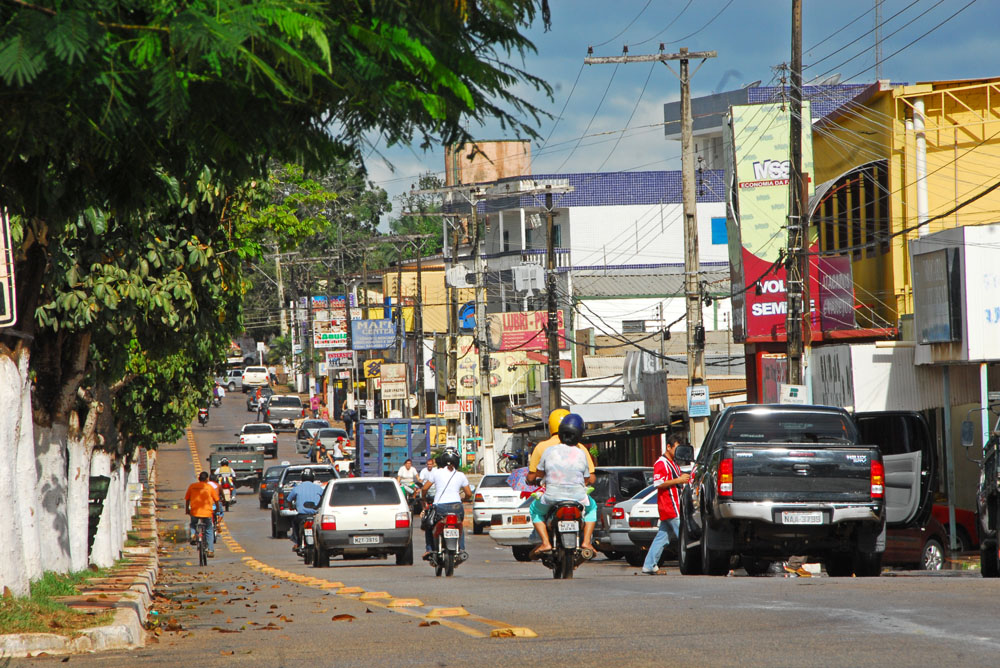
埃皮塔西奧蘭迪亞

11°01′44″S 68°44′27″W / 11.02889°S 68.74083°W
埃皮塔西奧蘭迪亞（葡萄牙語：Epitaciolândia），是巴西的城鎮，位於該國西北部，由阿克里州負責管轄，始建於1992年4月28日，面積1,659平方公里，2014年人口16,417，人口密度每平方公里9.89人。